# 50 Fremont Center
50 Fremont Center (noto anche come Salesforce West) è un grattacielo di San Francisco, California.

## Caratteristiche
50 Fremont Street è stata sviluppata da Fremont Properties che ha poi venduto l'appalto nel 2000, che è stato successivamente acquistato da Hines, che a sua volta ha venduto la proprietà a TIAA-CREF alla fine del 2004. Il design dell'edificio, di Skidmore, Owings & Merrill, presenta un esterno bianco con piccole finestre squadrate e una base con un'area maggiore rispetto alla sommità, tutte caratteristiche che evocano il design degli storici grattacieli Art Déco.
Nel gennaio 2012, Salesforce.com ha annunciato di aver firmato un contratto di locazione di 18 anni per occupare 400 000 piedi quadri (37 000 m²) dell'edificio. Nel novembre 2014, Salesforce ha accettato di acquistare la torre da TIAA-CREF.
L'edificio, alto 183 metri e con 43 piani, è l'ottavo edificio più alto della città.